# 東川村 (福島県)
東川村（ひがしかわむら）は福島県大沼郡にあった村。現在の河沼郡柳津町の南東部および大沼郡会津美里町上平にあたる。

## 地理
- 山：高尾嶺、明神ヶ岳、大向山、猿倉が嶽

## 歴史
- 1889年（明治22年）4月1日 - 町村制の施行により、四ツ谷村、久保田村、牧沢村、軽井沢村の区域をもって発足。
- 1940年（昭和15年）4月1日 - 中ノ川村と合併して西山村が発足。同日東川村廃止。
- 1949年（昭和24年）1月1日 - 西山村のうち旧東川村の一部（軽井沢のうち上平地区）を新鶴村に編入。